# The Game Creators
The Game Creators Limited é uma empresa do Reino Unido de desenvolvimento de software, que se formou através da sociedade entre Lee Bamber e Rick Vanner em 1999. Localiza-se em Lancashire, Inglaterra. A empresa tinha anteriormente a designação de DarkBASIC Software Limited.
Inicialmente, desenvolviam ferramentas para a criação de jogos para o PC. Alguns dos produtos que criaram incluam DarkBASIC, o seu sucessor DarkBASIC Professional, The 3D Gamemaker, Play Basic e FPS Creator.
Recentemente, criaram alguns jogos para o iPhone e a plataforma iPod Touch.